# Graphis chlorotica
Graphis chlorotica är en lavart som beskrevs av A. Massal. Graphis chlorotica ingår i släktet Graphis och familjen Graphidaceae.   Inga underarter finns listade i Catalogue of Life.